# Parroquia de Saint Philip (Antigua y Barbuda)
Saint Philip es un parroquia de Antigua y Barbuda en la isla de Antigua. La capital es la ciudad de Carlisle. Tiene 2.964 habitantes y es la parroquia más pequeña de Antigua y Barbuda.
- Datos: Q1996895
- Multimedia: Saint Philip, Antigua and Barbuda / Q1996895